# سیارک ۴۶۹۶
سیارک ۴۶۹۶ (به انگلیسی: 4696 Arpigny، نامگذاری:1985TP) چهار هزار و ششصد و نود و ششمین سیارک کشف شده‌است که در ۱۵ اکتبر ۱۹۸۵ کشف شد.
قدر مطلق سیارک برابر ۱۲٫۳۰ است.